# Sikth
Sikth (oftast skrivet SikTh) är ett brittiskt band inom progressiv metal. SikTh bildades i 1999 och lades ner i maj 2008. Bandet återförenades december 2013.

## Medlemmar
Nuvarande medlemmar
- Dan Weller – gitarr, piano (1999–2008, 2013– )
- James Leach – basgitarr (1999-2008, 2013– )
- Loord (Dan Foord) – trummor (1999–2008, 2013– )
- Mikee Goodman – sång (2001–2007, 2013– )

Tidigare medlemmar
- Tristan Lucey – (1999–2000)
- Jamie Hunter – (1999–2000)
- Pin (Graham Pinney) – gitarr (1999–2008, 2013–2018)
- Justin Hill – sång (2001–2007)
- Joe Rosser – sång (2016–2021)

## Diskografi
Studioalbum
- 2003 – The Trees Are Dead & Dried Out... Wait for Something Wild
- 2006 – Death of a Dead Day
- 2015 – Opacities
- 2017 – The Future in Whose Eyes?

EP
- 2002 – Let the Transmitting Begin...
- 2002 – How May I Help You?
- 2006 – Flogging the Horses
- 2015 – Opacities

Singlar
- 2000 – "Pussyfoot" / "Suffice"
- 2001 – "Hold My Finger" / "Such The Fool"
- 2003 – "Peep Show"
- 2003 – "Scent of the Obscene"
- 2017 – "No Wishbones"